# Olympische Sommerspiele 1948/Teilnehmer (Schweiz)
| Gelbes Symbol für Goldmedaillen mit stilisierten Olympischen Ringen | Graues Symbol für Silbermedaillen mit stilisierten Olympischen Ringen | Braundes Symbol für Bronzemedaillen mit stilisierten Olympischen Ringen |
| ------------------------------------------------------------------- | --------------------------------------------------------------------- | ----------------------------------------------------------------------- |
| 5                                                                   | 10                                                                    | 5                                                                       |

Die Schweiz nahm an den Olympischen Sommerspielen 1948 in London, England, mit einer Delegation von 171 Sportlern (165 Männer und sechs Frauen) teil.

## Medaillengewinner

### Gold
| Name(n)        | Sportart  | Wettkampf       |
| -------------- | --------- | --------------- |
| Hans Moser     | Reiten    | Dressur, Einzel |
| Emil Grünig    | Schiessen | Freies Gewehr   |
| Michael Reusch | Turnen    | Barren          |
| Josef Stalder  | Turnen    | Reck            |
| Karl Frei      | Turnen    | Ringe           |

### Silber
| Name(n) | Sportart       | Wettkampf                   |
| --- | -------------- | --------------------------- |
| Oswald Zappelli | Fechten        | Degen, Einzel               |
| Gaston Godel | Leichtathletik | 50 Kilometer Gehen          |
| Hans Kalt, Josef Kalt                                                                                                   | Rudern         | Zweier ohne Steuermann      |
| Fritz Stöckli | Ringen         | Halbschwergewicht, Freistil |
| Rudolf Schnyder | Schiessen      | Freie Scheibenpistole       |
| Rudolf Reichling, Erich Schriever, Émile Knecht, Pierre Stebler, André Moccand                                          | Rudern         | Vierer ohne Steuermann      |
| Walter Lehmann | Turnen         | Einzelmehrkampf & Reck      |
| Karl Frei, Christian Kipfer, Walter Lehmann, Robert Lucy, Michael Reusch, Josef Stalder, Emil Studer, Melchior Thalmann | Turnen         | Mannschaftsmehrkampf        |
| Michael Reusch | Turnen         | Ringe                       |

### Bronze
| Name(n)          | Sportart       | Wettkampf               |
| ---------------- | -------------- | ----------------------- |
| Fritz Schwab     | Leichtathletik | 10'000 Meter Gehen      |
| Adolf Müller     | Ringen         | Federgewicht, Freistil  |
| Hermann Baumann  | Ringen         | Leichtgewicht, Freistil |
| Christian Kipfer | Turnen         | Barren                  |
| Josef Stalder    | Turnen         | Barren                  |

## Teilnehmer nach Sportarten

### Basketball
- Herrenteam
21. Platz

- Kader
Bernard Dutoit
Claude Chevalley
Gérald Piaget
Georges Stockly
Hans Gujer
Henri Baumann
Jean Tribolet
Jean Pare
Claude Landini
Jean Pollet
Marcos Bossy
Maurice Chollet
Pierre Albrecht
Robert Geiser

### Boxen
- Edy Schmidiger
Leichtgewicht: 9. Platz

- Hermann Schneider
Mittelgewicht: 17. Platz

- Hans Schwarzmann
Halbschwergewicht: 9. Platz

- Hans Müller
Schwergewicht: 4. Platz

### Fechten
- Georg Schlöpfer
Florett, Einzel: 2. Runde
Florett, Mannschaft: Vorrunde

- Walter Hörning
Florett, Einzel: 2. Runde
Florett, Mannschaft: Vorrunde

- Jean Rubli
Florett, Einzel: Vorrunde
Florett, Mannschaft: Vorrunde

- Gottfried von Meiss
Florett, Mannschaft: Vorrunde

- Roger Stirn
Florett, Mannschaft: Vorrunde

- Oswald Zappelli
Degen, Einzel: Silber 
Degen, Mannschaft: 5. Platz

- René Lips
Degen, Einzel: 2. Runde
Degen, Mannschaft: 5. Platz

- Rudolf Spillmann
Degen, Einzel: 2. Runde

- François Thiébaud
Degen, Mannschaft: 5. Platz

- Jean Hauert
Degen, Mannschaft: 5. Platz

- Otto Rüfenacht
Degen, Mannschaft: 5. Platz

- Michel Chamay
Degen, Mannschaft: 5. Platz

- Walter Widemann
Säbel, Einzel: Vorrunde
Säbel, Mannschaft: Vorrunde

- Otto Greter
Säbel, Einzel: Vorrunde
Säbel, Mannschaft: Vorrunde

- Alphonse Ruckstuhl
Säbel, Einzel: Vorrunde
Säbel, Mannschaft: Vorrunde

- René Turian
Säbel, Mannschaft: Vorrunde

- Anna Klupfel
Frauen, Florett, Einzel: 2. Runde

- Hedwig Rieder
Frauen, Florett, Einzel: Vorrunde

- Victoria Hagemann
Frauen, Florett, Einzel: Vorrunde

### Gewichtheben
- Richard Rieder
Federgewicht: 22. Platz

- Fritz Mast
Mittelgewicht: 19. Platz

- Roger Rubini
Mittelgewicht: 23. Platz

### Hockey
- Herrenteam
5. Platz

- Kader
Alois Schlee
Ernst Grub
Eugen Siegrist
Franz Kehrer
Fridolin Kurmann
Fritz Stühlinger
Hugo Walser
Hans Grüner
Josef Rippstein
Jean-Pierre Roche
Karl Vogt
Otto Grolimund
Pierre Pasche
Roger Jenzer
Robert Eger

### Kanu
- Hans Straub
Einer-Kajak, 1000 Meter: Vorläufe

- Emil Bottlang
Einer-Kajak, 10'000 Meter: 11. Platz

- Bruno Masciardi
Zweier-Kajak, 1000 Meter: Vorläufe

- Franz Reiner
Zweier-Kajak, 1000 Meter: Vorläufe

- Fritz Frey
Zweier-Kajak, 10'000 Meter: 11. Platz

- Werner Zimmermann
Zweier-Kajak, 10'000 Meter: 11. Platz

### Leichtathletik
- Oskar Hardmeier
400 Meter: Vorläufe
4 × 400 Meter: Vorläufe

- Walter Keller
400 Meter: Vorläufe
4 × 400 Meter: Vorläufe

- Max Trepp
400 Meter: Vorläufe
4 × 400 Meter: Vorläufe

- Karl Volkmer
800 Meter: Halbfinal
4 × 400 Meter: Vorläufe

- Hans Streuli
800 Meter: Halbfinal

- Karl-Heinz Hubler
1500 Meter: Vorläufe

- Ernst Günther
5000 Meter: Vorläufe

- Kaspar Schiesser
Marathon: 22. Platz

- Jakob Jutz
Marathon: 29. Platz

- Hans Frischknecht
Marathon: DNF

- Olivier Bernard
110 Meter Hürden: Halbfinal

- Werner Christen
400 Meter Hürden: Vorläufe

- Fritz Schwab
10'000 Meter Gehen: Bronze

- Gaston Godel
50 Kilometer Gehen: Silber

- Hans Wahli
Hochsprung: 7. Platz

- Jean Studer
Weitsprung: 13. Platz in der Qualifikation

- Willy Senn
Kugelstossen: In der Qualifikation ausgeschieden

- Fritz Nussbaum
Zehnkampf: 23. Platz

- Oskar Gerber
Zehnkampf: 27. Platz

- Armin Scheurer
Zehnkampf: DNF (nach dem 100-Meter-Lauf)

### Moderner Fünfkampf
- Bruno Riem
Einzel: 6. Platz

- Fritz Hegner
Einzel: 7. Platz

- Werner Schmid
Einzel: 27. Platz

### Radsport
- Jakob Schenk
Strassenrennen, Einzel: 13. Platz
Strassenrennen, Mannschaft: 6. Platz

- Jean Brun
Strassenrennen, Einzel: 15. Platz
Strassenrennen, Mannschaft: 6. Platz

- Walter Reiser
Strassenrennen, Einzel: 25. Platz
Strassenrennen, Mannschaft: 6. Platz

- Giovanni Rossi
Strassenrennen, Einzel: DNF
Strassenrennen, Mannschaft: 6. Platz

- Jean Roth
Sprint: 3. Runde
Tandem, Sprint: 4. Platz

- Hans Flückiger
Einzelzeitfahren: 4. Platz

- Max Aeberli
Tandem, Sprint: 4. Platz

- Walter Bucher
Mannschaftsverfolgung: 5. Platz

- Gaston Gerosa
Mannschaftsverfolgung: 5. Platz

- Eugen Kamber
Mannschaftsverfolgung: 5. Platz

- Hans Pfenninger
Mannschaftsverfolgung: 5. Platz

### Reiten
- Hans Moser
Dressur, Einzel: Gold

- Alfred Blaser
Vielseitigkeit, Einzel: 11. Platz
Vielseitigkeit, Mannschaft: 4. Platz

- Anton Bühler
Vielseitigkeit, Einzel: 19. Platz
Vielseitigkeit, Mannschaft: 4. Platz

- Pierre Musy
Vielseitigkeit, Einzel: 32. Platz
Vielseitigkeit, Mannschaft: 4. Platz

### Ringen
- Adolf Müller
Federgewicht, griechisch-römisch: 1. Runde
Federgewicht, Freistil: Bronze

- Ambrosius Jauch
Leichtgewicht, griechisch-römisch: 1. Runde

- Robert Diggelmann
Weltergewicht, griechisch-römisch: 2. Runde

- Ernst Kolb
Mittelgewicht, griechisch-römisch: 3. Runde

- Albin Dannacher
Halbschwergewicht, griechisch-römisch: 3. Runde

- Moritz Inderbitzin
Schwergewicht, griechisch-römisch: 3. Runde

- Walter Wenger
Bantamgewicht, Freistil: 2. Runde

- Hermann Baumann
Leichtgewicht, Freistil: Bronze

- Willy Angst
Weltergewicht, Freistil: 3. Runde

- Paul Dätwyler
Mittelgewicht, Freistil: 3. Runde

- Fritz Stöckli
Halbschwergewicht, Freistil: Silber

- Willy Lardon
Schwergewicht, Freistil: 2. Runde

### Rudern
- Hans Jakob Keller
Skiff: Viertelfinal

- Maurice Gueissaz
Doppelzweier: Viertelfinal

- Maurice Matthey
Doppelzweier: Viertelfinal

- Hans Kalt
Zweier ohne Steuermann: Silber

- Josef Kalt
Zweier ohne Steuermann: Silber

- Rudolf Reichling
Vierer mit Steuermann: Silber

- Erich Schriever
Vierer mit Steuermann: Silber

- Émile Knecht
Vierer mit Steuermann: Silber

- Pierre Stebler
Vierer mit Steuermann: Silber

- André Moccand
Vierer mit Steuermann: Silber

- Otto Burri
Achter: Halbfinal

- Fredy Schultheiss
Achter: Halbfinal

- Franz Starkl
Achter: Halbfinal

- Hans Schultheiss
Achter: Halbfinal

- Arnold Amstutz
Achter: Halbfinal

- Moritz Grand
Achter: Halbfinal

- Pierre Gublet
Achter: Halbfinal

- Eugen Vollmar
Achter: Halbfinal

- Otto Vonlaufen
Achter: Halbfinal

### Schiessen
- Rudolf Schnyder
Schnellfeuerpistole: 20. Platz
Freie Scheibenpistole: Silber

- Walter Lienhard
Schnellfeuerpistole: 59. Platz

- Beat Rhyner
Freie Scheibenpistole: 5. Platz

- Heinz Ambühl
Freie Scheibenpistole: 15. Platz

- Emil Grünig
Freies Gewehr: Gold 
Kleinkaliber, liegend: 34. Platz

- Otto Horber
Freies Gewehr: 9. Platz
Kleinkaliber, liegend: 12. Platz

- Marcio Ciocco
Freies Gewehr: 11. Platz
Kleinkaliber, liegend: 56. Platz

### Schwimmen
- Walter Schneider
100 Meter Freistil: Vorläufe
400 Meter Freistil: Vorläufe

- Hans Blumer
100 Meter Rücken: Vorläufe

- Walter Kunz
200 Meter Brust: Vorläufe

- Nicolas Wildhaber
200 Meter Brust: Vorläufe

- Hans Widmer
200 Meter Brust: Vorläufe

- Marianne Erismann
Frauen, 100 Meter Freistil: Vorläufe

- Doris Gontersweiler-Vetterli
Frauen, 100 Meter Rücken: Vorläufe

- Liselotte Kobi
Frauen, 200 Meter Brust: Halbfinal

### Segeln
- Alfons Oswald
Firefly: 10. Platz

- Hans Bryner
Star: 15. Platz

- Kurt Bryner
Star: 15. Platz

- Henri Copponex
6-Meter-Klasse: 7. Platz

- Émile Lachapelle
6-Meter-Klasse: 7. Platz

- André Firmenich
6-Meter-Klasse: 7. Platz

- Louis Noverraz
6-Meter-Klasse: 7. Platz

- Charles Stern
6-Meter-Klasse: 7. Platz

- Marcel Stern
6-Meter-Klasse: 7. Platz

### Turnen
- Walter Lehmann
Einzelmehrkampf: Silber 
Mannschaftsmehrkampf: Silber 
Barren: 5. Platz
Boden: 29. Platz
Pferdsprung: 8. Platz
Reck: Silber 
Ringe: 4. Platz
Seitpferd: 11. Platz

- Josef Stalder
Einzelmehrkampf: 4. Platz
Mannschaftsmehrkampf: Silber 
Barren: Bronze 
Boden: 16. Platz
Pferdsprung: 38. Platz
Reck: Gold 
Ringe: 5. Platz
Seitpferd: 8. Platz

- Christian Kipfer
Einzelmehrkampf: 5. Platz
Mannschaftsmehrkampf: Silber 
Barren: Bronze 
Boden: 29. Platz
Pferdsprung: 14. Platz
Reck: 9. Platz
Ringe: 11. Platz
Seitpferd: 14. Platz

- Emil Studer
Einzelmehrkampf: 6. Platz
Mannschaftsmehrkampf: Silber 
Barren: 21. Platz
Boden: 41. Platz
Pferdsprung: 10. Platz
Reck: 4. Platz
Ringe: 5. Platz
Seitpferd: 8. Platz

- Robert Lucy
Einzelmehrkampf: 15. Platz
Mannschaftsmehrkampf: Silber 
Barren: 21. Platz
Boden: 41. Platz
Pferdsprung: 14. Platz
Reck: 23. Platz
Ringe: 24. Platz
Seitpferd: 16. Platz

- Michael Reusch
Einzelmehrkampf: 18. Platz
Mannschaftsmehrkampf: Silber 
Barren: Gold 
Boden: 67. Platz
Pferdsprung: 84. Platz
Reck: 12. Platz
Ringe: Silber 
Seitpferd: 7. Platz

- Melchior Thalmann
Einzelmehrkampf: 21. Platz
Mannschaftsmehrkampf: Silber 
Barren: 20. Platz
Boden: 25. Platz
Pferdsprung: 20. Platz
Reck: 46. Platz
Ringe: 31. Platz
Seitpferd: 23. Platz

- Karl Frei
Einzelmehrkampf: 32. Platz
Mannschaftsmehrkampf: Silber 
Barren: 30. Platz
Boden: 56. Platz
Pferdsprung: 64. Platz
Reck: 65. Platz
Ringe: Gold 
Seitpferd: 26. Platz

### Wasserball
- Herrenteam
13. Platz

- Kader
André Grosjean
Erwin Klumpp
Edouard Hauser
Georges Hauser
Tristan Sauer
René Weibel
Heinrich Keller

### Wasserspringen
- Ernst Strupler
Kunstspringen: 25. Platz
Turmspringen: 25. Platz

- Willy Rist
Turmspringen: 23. Platz